# Мистецтво фуги
«Мистецтво фу́ги» (англ. The Art of Fugue, нім. Die Kunst der Fuge) — один з останніх творів (BWV 1080) Й. С. Баха, що писався починаючи з 1742 року, тональність — ре-мінор (d-moll).
Включає в себе 15 фуг і 4 канони (контрапункти). Одна з фуг найчастіше не виконується, оскільки є майже повним аналогом іншої фуги (16 і 17 фуги) і, крім того, вона написана для двох клавірів.
В партитурі «Мистецтва фуги» не вказано, для якого інструменту призначалося цей твір. Багато хто вважає, що воно написано для клавіру, в даний час найчастіше виконується на фортепіано, хоча клавесинна і органна версії також можливі. Існують і різні оркестровки, перекладення для струнного квартету і т. д.
Твір являє собою цикл із 19 контрапунктів, порядок виконання зазвичай не враховується.
Всі фуги написані на одну тему, яка перетвориться по ходу циклу.

## Список фуг
Contrapunctus 1 'Fugue Simple a4'
Contrapunctus 2 'Fugue Simple a4'
Contrapunctus 3 'Fugue Inversion a4'
Contrapunctus 4 'Fugue Inversion a4'
Contrapunctus 5 'Fugue deux sujets a4'
Contrapunctus 6 'Fugue in Stilo Francese a4'
Contrapunctus 7 'Fugue per Augmentationem et Diminutionem (Cantus Firmus) a4'
Contrapunctus 8 'Fugue trois sujets a3'
Contrapunctus 9 'Fugue alla Duodecima a4'
Contrapunctus 10 'Fugue alla Decima a4'
Contrapunctus 11 'Fugue quarte sujets a4'
Contrapunctus 12 'Canon alla Ottava a2'
Contrapunctus 13 'Canon alla Duodecima in Contrapunto alla Quinta a2'
Contrapunctus 14 'Canon alla Decima in Contrapunto alla Terza a2'
Contrapunctus 15 'Canon per Augmentationem in Contrario Motu a2'
Contrapunctus 16 'Fugue Forma recta. Fugue Forma inversion a3'
Contrapunctus 17 'Fuga a 2 Clav (rectus). Alio modo Fuga a 2 Clav (inversus)'
Contrapunctus 18 'Fugue Forma recta. Fugue Forma inversion a4'
Contrapunctus 19 'Fugue a 3 Soggetti a4'
Використовувана тут нумерація фуг не єдина. Досить поширеною є окрема нумерація фуг(Contrapunctus) і канонів (Canon).
- Contrapunctus 16 'Fugue Forma recta. Fugue Forma inversion a3 заменяется на
  - Contrapunctus 12a 'Fugue Forma recta a3'
  - Contrapunctus 12b 'Fugue Forma inversion a3'
- Contrapunctus 18 'Fugue Forma recta. Fugue Forma inversion a4 заменяется на
  - Contrapunctus 13a 'Fugue Forma recta a4'
  - Contrapunctus 13b 'Fugue Forma inversion a4'
- Contrapunctus 19 'Fugue a 3 Soggetti a4 заменяется на
  - Contrapunctus 14 'Fugue a 3 Soggetti a4
- Contrapunctus 17 'Fuga a 2 Clav (rectus). Alio modo Fuga a 2 Clav (inversus) не включаются в цикл, записываются отдельно, как фуги для двух клавиров

Порядок канонів в даній нумерації також інший:
Canon per Augmentationem in Contrario Motu a2
Canon alla Ottava a2'
Canon alla Decima in Contrapunto alla Terza a2'
Canon alla Duodecima in Contrapunto alla Quinta a2

## Теми мистецтва фуги

### Чотири прості фуги
У перших фугах використовувалася основна тема, з незначними видозмінами. Так, Contrapunctus 1 написаний на основну тему, Contrapunctus 2 на основну тему зі зміною ритму на пунктирний, Contrapunctus 3 і 4 Contrapunctus написані на основну тему в оберненні, при цьому тема 3 фуги дещо видозмінена і не є точним оберненням основної.

#### Contrapunctus 1 'Fugue Simple a4'
У першій фузі проходить проведення основної теми. Ця тема не є особливо складною ані в технічному, ані в музичному сенсі. Натомість вона зручна для трансформацій та варіювання. Відразу ж після першого проведення теми починається друге, причому не дуже точне (друга тема проводиться у ля мінорі). У цій фузі тема використовується в основному вигляді (без обернень), і лише в деяких місцях допускаються незначні її модифікації.

#### Contrapunctus 2 'Fugue Simple a4'
Друга фуга по темі дуже схожа на першу фугу. Але кінець теми пунктирний, як і весь характер фуги.

#### Contrapunctus 3 'Fugue Inversion a4'
У цій фузі використана обернена тема, але зі змінами. Починається тема з ноти «ре», але потім модулює в ля мінор. Закінчення теми приходить в ля мажор, і назад модулює в ре мінор. В протискладенні (в якому зашифрована тема, але від однієї ноти до іншої здійснено хроматичний перехід — хроматична тема) проводиться вже пряма тема в ре мінорі.
Пізніше з'являється нова тема (з елементами синкопи) — варіація старої, також в протискладенні з хроматичною темою
Ближче до кінця фуги знову в протискладенні з хроматичної темою з'являється ще одна варіація теми. Перейшовши до другого розділу фуг можна бачити, що така послідовність модифікацій теми невипадкова. Вона готує до основної теми другого розділу фуг «Фуги в протирусі».

### Три фуги в протирусі
- Contrapunctus 5 'Fugue deux sujets a4'
- Contrapunctus 6 'Fugue in Stilo Francese a4'
- Contrapunctus 7 'Fugue per Augmentationem et Diminutionem (Cantus Firmus) a4'

Тема в цих фугах є варіацією на основну тему. В Contrapunctus 5 використовується варіаційна тема в прямому зверненому проведенні. У крім коштів Contrapunctus 6, що використовувалися в Contrapunctus 5, також використовується зменшенні розміру теми в 2 рази в деяких проведеннях, а в Contrapunctus 7 окрім зменшення використовується і збільшення розміру теми в 2 рази.

### Подвійні і потрійні фуги (чотири фуги)
- Contrapunctus 8 'Fugue trois sujets a3'

- Contrapunctus 9 'Fugue alla Duodecima a4'
- Contrapunctus 10 'Fugue alla Decima a4'
- Contrapunctus 11 'Fugue quarte sujets a4'

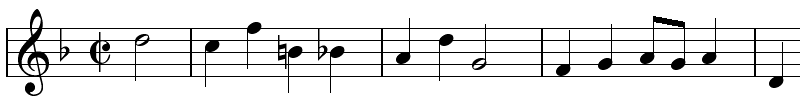
Contrapunctus 8. Тема I

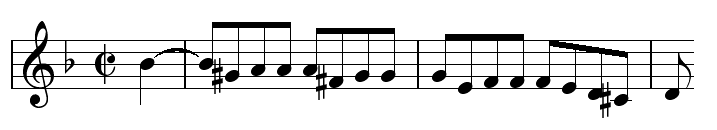
Contrapunctus 8. Тема II

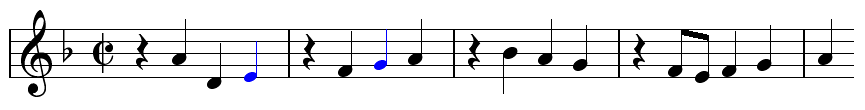
Contrapunctus 8. Тема III

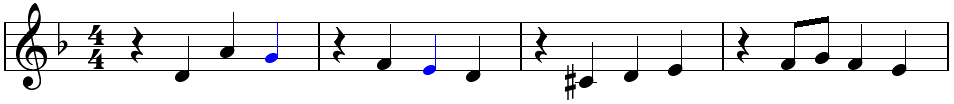
Contrapunctus 11. Тема I

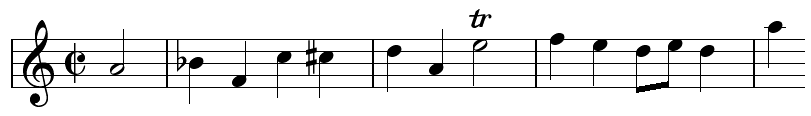
Contrapunctus 11. Тема II

Фуги даного розділу привертають до себе увагу завдяки появі нових тем, що прекрасно поєднуються з основною темою. В Contrapunctus 8 помітні нові 2 теми, які будуть використані і в Contrapunctus 11, але переважно в оберненні. В Contrapunctus 9 задіяна основна тема у збільшенні, а також нова тема. В Contrapunctus 10 крім варійованої основної теми з'являється нова тема.

### Чотири двоголосні канони
- Contrapunctus 12 'Canon alla Ottava a2'
- Contrapunctus 13 'Canon alla Duodecima in Contrapunto alla Quinta a2'
- Contrapunctus 14 'Canon alla Decima in Contrapunto alla Terza a2'
- Contrapunctus 15 'Canon per Augmentationem in Contrario Motu a2'

Перші два канону Contrapunctus 12 і 13 Contrapunctus йдуть в інтервали: Contrapunctus 12 — в октаву, а в дуодеціми Contrapunctus 13. Contrapunctus 14 теж написаний в інтервал (децима) але при цьому пропоста і риспоста — в різних ладах (пропоста — в мінорі, риспоста — в мажорі), але дуже добре гармонують між собою, що надає особливий інтерес до цього канону.
В останньому каноні Contrapunctus 15 риспоста є збільшеною в два рази і оберненою пропостою.

### Три дзеркальні фуги
- Contrapunctus 16 'Fugue Forma recta. Fugue Forma inversion a3'
- Contrapunctus 17 'Fuga a 2 Clav (rectus). Alio modo Fuga a 2 Clav (inversus)'
- Contrapunctus 18 'Fugue Forma recta. Fugue Forma inversion a4'

Передостанні три фуги містять як би дві фуги: основну та дзеркальну, які зазвичай в нотах написані одна під інший, але тільки для наочності. Виконувати слід, зрозуміло, окремо. Contrapunctus 17 написаний на ту ж тему, що й Contrapunctus 16, причому написаний у вигляді двох фуг для двох клавірів (зазвичай не виконується).
Дзеркальні фуги — технічно найскладніші для виконання на фортепіано (або іншому клавішному інструменті) через наявність великих інтервалів між голосами, тому вони іноді виконуються на двох інструментах (а іноді й не тільки вони, а і всі Мистецтво фуги).

### Остання незакінчена фуга
- Contrapunctus 19 'Фуга 3 Soggetti a4'

Остання фуга написана на три нові теми, одна з яких — знаменита тема B-A-C-H (остання тема), на яку написані твори багатьох інших композиторів на знак поваги до Й. С. Баха. Фуга як би розбивається на три частини, кожна з яких представляє нову тему.
Ця композиція є незакінченою. В рукописі міститься допис сина композитора, Карла Філіппа Емануель Бах, який стверджував: «В момент, коли B-A-C-H з'являється у протискладенні, композитор помер». В 1881 році німецький музикознавець Ґустав Ноттебон (Gustav Nottebohm) виявив, що незакінчений Contrapunctus мав включати ще четверту тему — тему, що пов'язує весь цикл. Існують твердження, що фуга була написана окремо від Мистецтва фуги і не мала до нього жодного стосунку, а згодом просто була долучена до нього.

#### Відомі виконання
| Фортепіано - Гленн Гульд (не повністю) - Чарльз Розен (1967) - Григорій Соколов (1982) - Золтан Кочіш (1984) - Тетяна Ніколаєва (1992) - Вальтер Ример (2006), виконання на фортепіано часів Моцарта - П'єр Лоран Емар (2008) Клавесин - Густав Леонхардт (1969) - Давид Мороні (1985) - Роберт Хілл (1998) - Менно Ван Делфт (1999) - Себастьян Гійо (2006) - Бредлі Брукшір (2007) Орган - Хельмут Вальхен (1956, 1970) - Гленн Гульд (1962) (не повністю) - Лайонел Рогг (1970) - Ташеці Херберт (1977) - Андре Ізуар (1983) - Вольфганг Рубсам (1992) - Марі Клер Ален (1993) - Луї Тірі (1993), виконання на органі Зільберман (церква святого Томаса в Страсбурзі) | Струнний квартет - Рот квартет (1934-5) - Італійський квартет (1985) - Джульярдський квартет (1989) - Келлер квартет (1997) - Штутгартський камерного оркестру (2002) - Емерсон квартет (2003) Оркестр - Мілан Мюнслінгер з ансамблем «Ars Rediviva» (1959, 1966, 1979) - Герман Шерхен з «Оркестром де-ла-Індекс РТС» (1965) - Карл Рістенпарт з 'Камерний оркестр Саар (1965) - Карл Münchinger і Stuttgarter камерним (1965) - Жорді Савалль з Hesperion XX (1986) - Еріх Бергель з філармонічним оркестром р. Клуж (1991) - Жан-Клод Малгор (камерний оркестр) (1993) - Рінальдо Алессандріні і концерт Italiano (1998) Інші - Musica Antiqua Köln (диригент Рейнхард Гебель) для струнного квартету / клавесина і різних комбінацій інструментів (1984) - Берлінський квартет саксофоністів (1990) - Йожеф Етвес (József Eötvös) на двох 8-струнних гітарах (2002) - Amsterdam Loeki Stardust Quartet (1998) - Fretwork for Consort of Viols для струнного квартету (2002) - Aurelia Saxophone Quartet для квартету саксофонів (2005) - The Canadian Brass - Оркестр Жака Шеллі (Jacques Chailley) і Паскаля Вінгерона (Pascal Vigneron) для квартету і органа (2005). - Laibach, індастріал-гурт зі Словенії, альбом Laibachkunstderfuge (2008). |